# Rafael Colom i Masferrer
Rafael Colom i Masferrrer (Calonge, Baix Empordà, 1931) fou músic instrumentista català de tenora i violí.

## Biografia
Rafael Colom va néixer el 9 de març del 1931 a Calonge. Els seus pares eren Josep Colom i Molla i Marina Masferrer i Vilar, tots dos de Calonge. El seu pare, que era músic professional, no volia que el seu fill continués la saga musical, sinó que es dediqués a estudiar per a enginyer. Però el seu pare va morir ofegat a Torre Valentina quan ell tenia només cinc anys. I el seu avi patern, Rafael Colom i Ametller, que feia classes de solfeig entre la mainada, el va incorporar al grup. I va estudiar solfeig. Després va anar amb els mestres Josep Gumà i Martí (violí), Miquel Faig i Solanes (tenora) i Ricard Viladesau i Caner (tenora i violí).
Però Rafael Colom volia ser fuster. I va compaginar aquesta feina amb la música. A més, va arribar a tocar amb diverses agrupacions musicals calongins, com la Tropical, Constelación i la principal de Calonge, refundada el 1951. Però l'any 1952 va entrar a la Principal de Llagostera, amb en Juli Esteve i Homs. Però també s'hi va estar un any. I va dedicar-se plenament a la fusteria. El 9 de desembre del 1962 es va casar a Palafrugell amb Maria Teresa Pérez Vert.